# Acer peronai
Acer peronai é uma espécie de árvore do gênero Acer, pertencente à família Aceraceae.